# Chenereilles, Haute-Loire

Chenereilles este o comună în departamentul Haute-Loire, Franța. În 2009 avea o populație de 291 de locuitori.